# Rauzan
Rauzan ist eine französische Gemeinde mit 1.253 Einwohnern (Stand: 1. Januar 2022) im Département Gironde in der Region Nouvelle-Aquitaine (vor 2016 Aquitaine); sie gehört zum Arrondissement Libourne und zum Kanton Les Coteaux de Dordogne. Die Einwohner werden Rauzannais genannt.

## Geographie
Rauzan liegt etwa 45 Kilometer ostsüdöstlich von Bordeaux und 19 Kilometer südöstlich von Libourne im Weinbaugebiet Entre deux mers. Umgeben wird Rauzan von den Nachbargemeinden Saint-Jean-de-Blaignac im Nordwesten und Norden, Saint-Vincent-de-Pertignas im Norden, Blasimon im Osten und Süden und, Jugazan im Westen, Naujan-et-Postiac im Westen und Nordwesten sowie Saint-Aubin-de-Branne im Nordwesten.

## Bevölkerungsentwicklung
| Jahr                       | 1962 | 1968 | 1975 | 1982 | 1990 | 1999 | 2010 | 2020 |
| Einwohner                  | 841  | 858  | 903  | 888  | 978  | 1035 | 1161 | 1248 |
| Quellen: Cassini und INSEE |      |      |      |      |      |      |      |      |

## Sehenswürdigkeiten
- Kirche Saint-Pierre aus dem 12./13. Jahrhundert, Monument historique seit 2003
- Burg Rauzan für Johann Ohneland Anfang des 13. Jahrhunderts erbaut, seit 1862 Monument historique
- Taubenturm aus dem 17. Jahrhundert

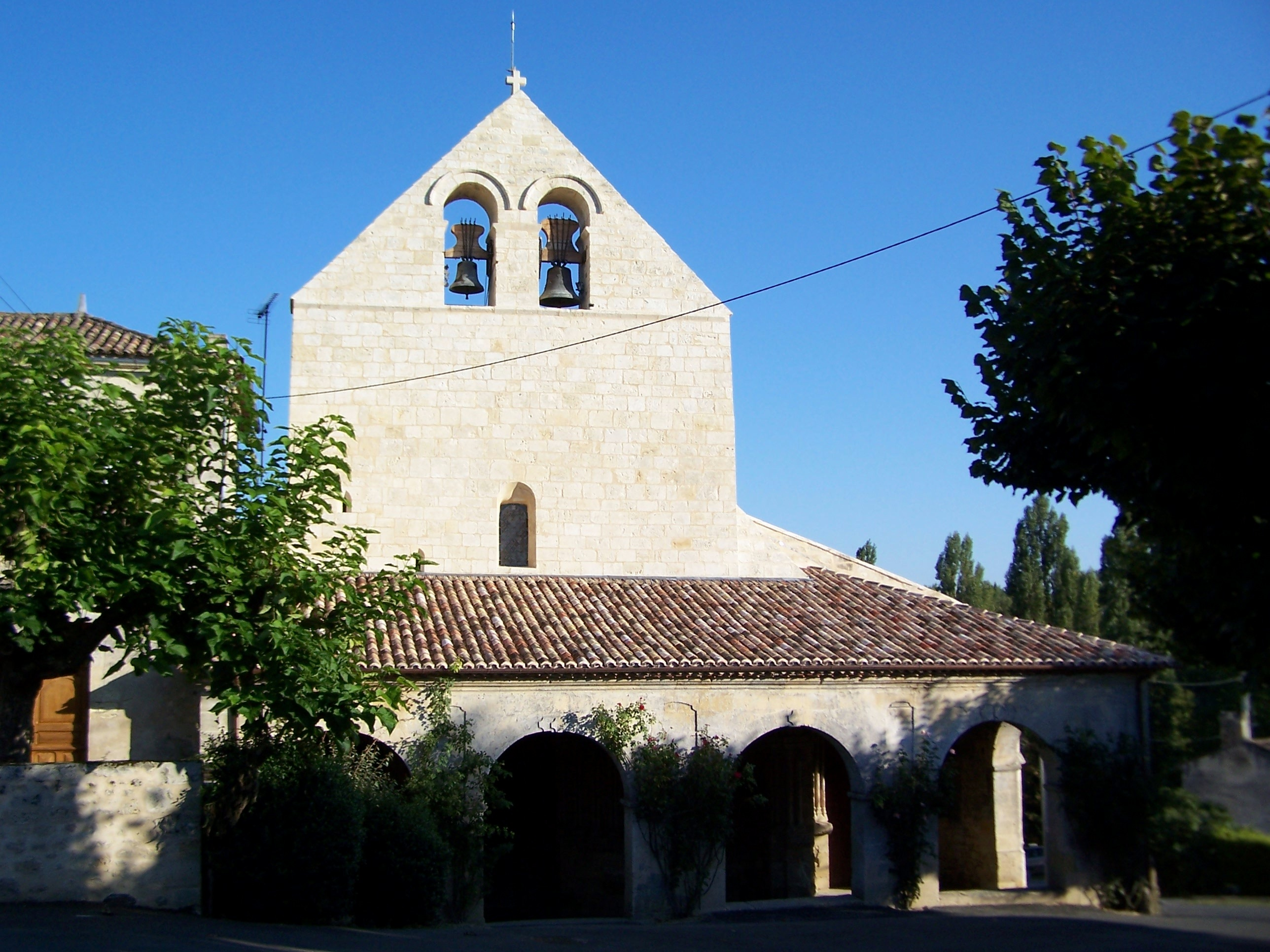
Kirche Saint-Pierre
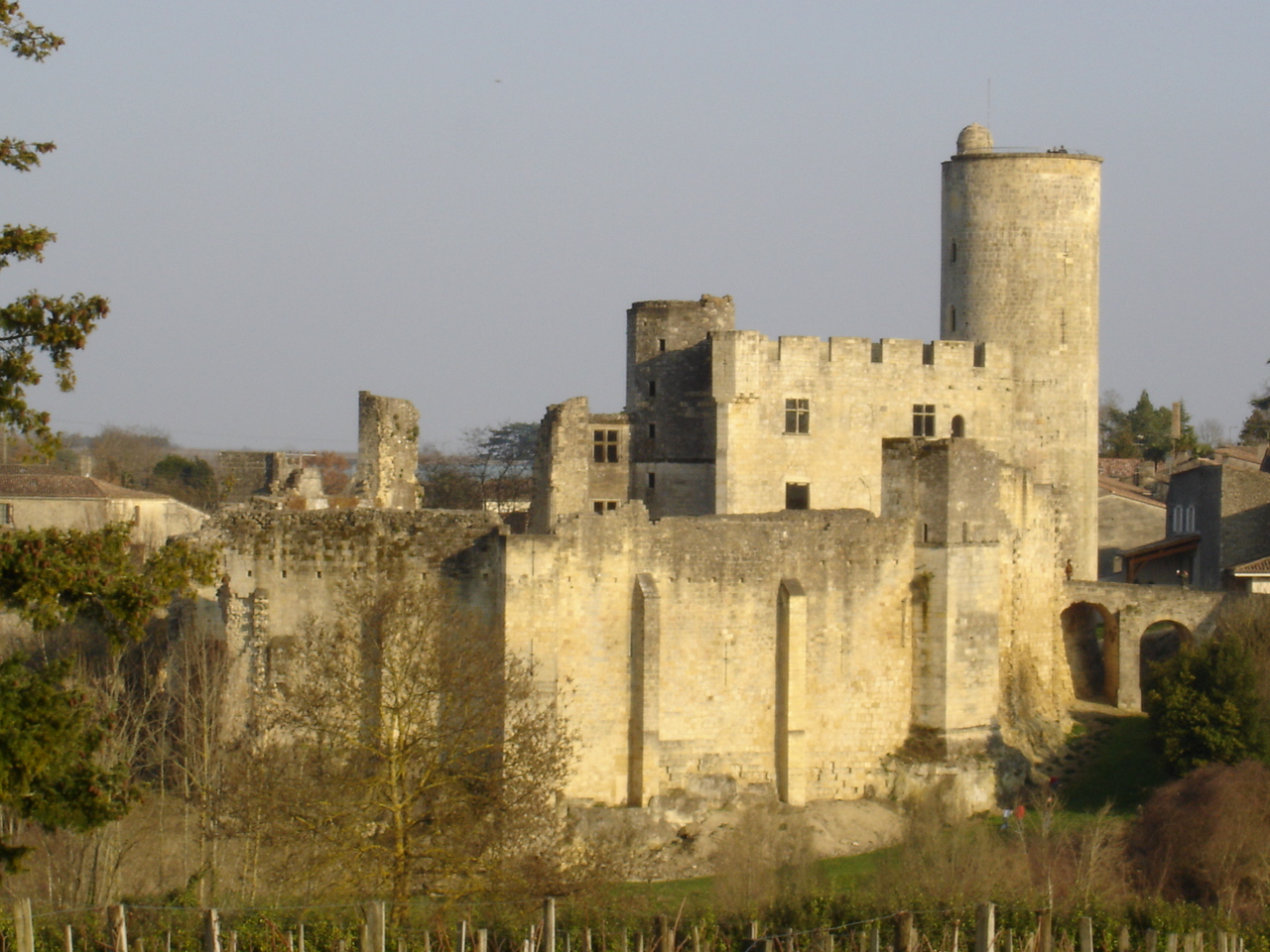
Burg Rauzan
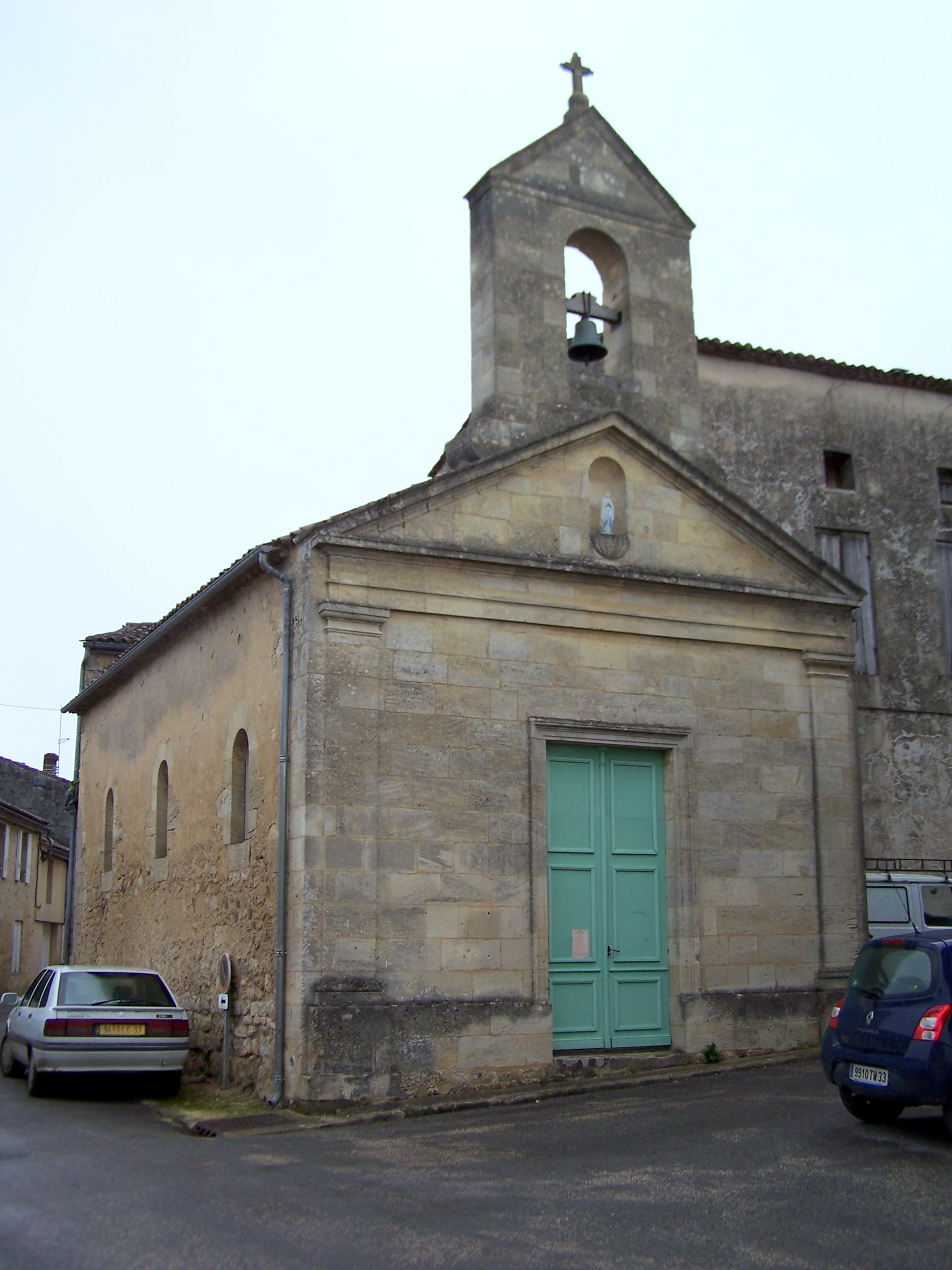
Kapelle Notre-Dame
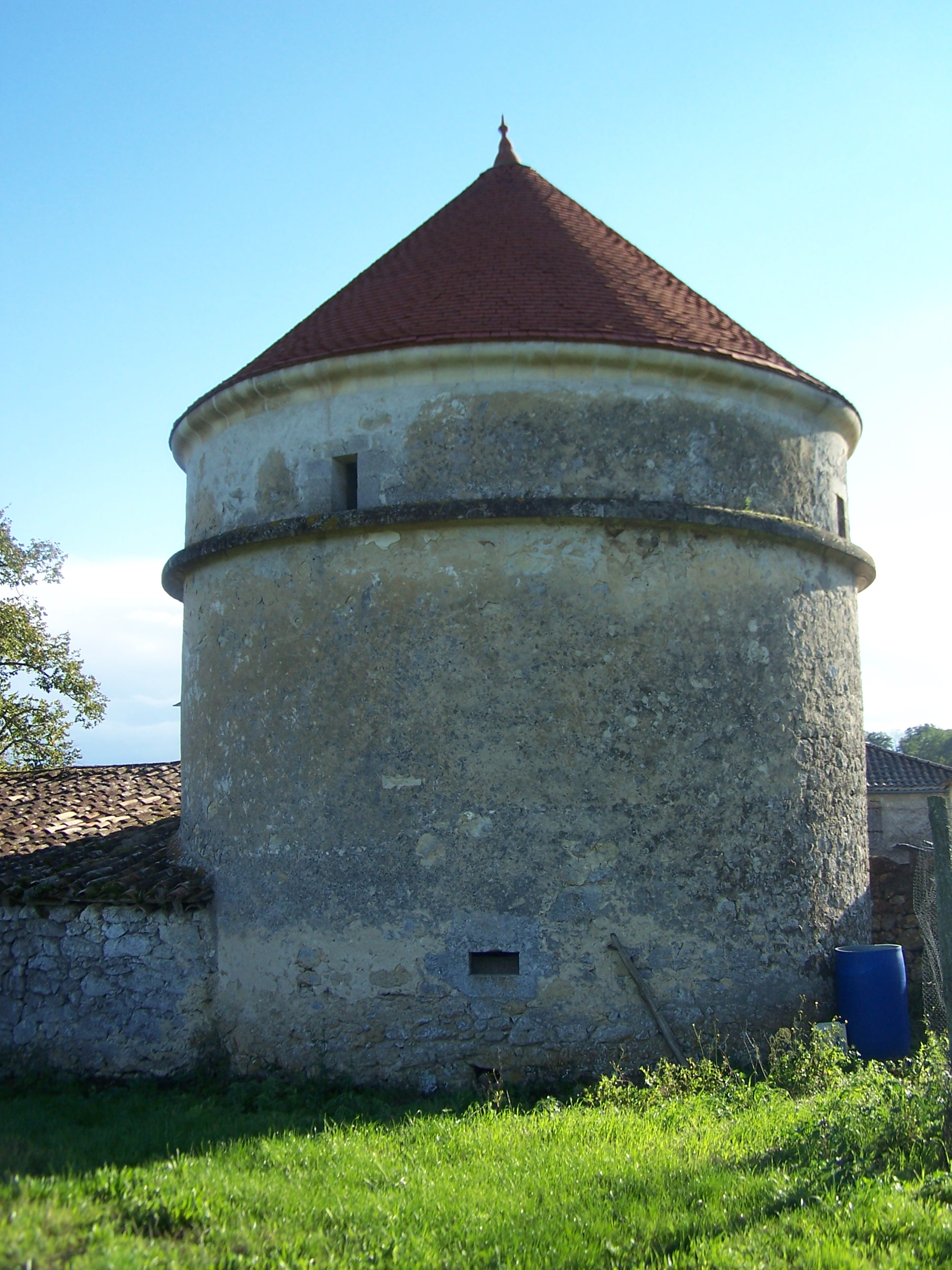
Taubenturm